# 李清植
李清植（1690年—1744年4月30日），字立侯，號穆亭。福建安溪人。

## 生平
父母早亡，自幼隨祖父宦居保定、北京。康熙五十一年（1712年），补弟子员。五十六年中举人，雍正二年（1724年）登進士，選庶吉士。乾隆元年（1736年），补翰林院侍读，充日讲起居注官，入三禮館。乾隆七年，修《仪礼纂录》。晚年专攻《仪礼》，“覃精凝思，按文索义，以窥先圣之用心”。乾隆八年，补原官，升右庶子、擢詹事府詹事，授三礼馆副总裁；是年八月，升内阁学士兼礼部侍郎，充武英殿总裁兼理经史馆事。乾隆九年，升礼部左侍郎，三月十八日病卒。

## 家族
祖父李光地。父李鍾佐。
有子李宗文。